# Kapverdy
Kapverdy (česky dříve spíše Ostrovy Zeleného mysu, portugalsky Cabo Verde), plným názvem Kapverdská republika, jsou státem zahrnujícím deset ostrovů v Atlantském oceánu u pobřeží západní Afriky. Od roku 1975 jsou Kapverdy republikou. Ostrovy jsou pojmenovány podle poloostrova Zelený mys (francouzsky Cap-Vert), který tvoří nejzápadnější bod kontinentální Afriky. Kapverdy mají příjemné celoroční klima s 350 slunečnými dny v roce, více než 1 020 km pobřeží a hory přesahující 1 000 m, přičemž některé dosahují i více než 2 000 m nadmořské výšky.

## Dějiny
Kapverdy byly neobydlené až do doby první portugalské kolonizace. Roku 1456 na ostrov Boa Vista doplul benátský mořeplavec ve službách Portugalska Alvise Cadamosto. Větší část souostroví prozkoumal a dal jim jméno Portugalec António Noli a stal se prvním gubernátorem ostrovů. První osídlování začalo roku 1461 s vybudováním vojenské základny na ostrově Santiago. Portugalci je začali využívat jako zásobovací stanici při plavbách dále na jih a do Indie, později zde pěstovali cukrovou třtinu. Roku 1496 se souostroví oficiálně stalo součástí portugalské koloniální říše.
V letech 1500–1620 byl ostrov Santiago hlavním překladištěm otroků vyvážených ze západní Afriky. V této době tvořili obyvatelstvo Portugalci a afričtí otroci. V následujícím období význam Kapverd v této ekonomické oblasti poklesl. Další rozkvět obchodu s otroky nastal v 18. století, souvisel s dodávkou otroků do anglických kolonií Severní Ameriky. Ve stejném století bylo pobřeží centrem lovců velryb. Konec 18. století je spojen s ekonomickým úpadkem ostrovů. V tu dobu začala emigrace obyvatel do USA a Brazílie. V 19. století se stalo město Mindelo na ostrově São Vicente vhodným místem na doplnění různých zásob a uhlí pro velrybářské a transatlantické lodě. Ekonomický význam Kapverd vzrostl. Po otevření Suezského průplavu význam ostrovů jako tranzitního přístavu zanikl úplně. Během 19. a 20. století zemi opouštělo mnoho obyvatel. Hospodářská krize prakticky zůstala nevyřešena dodnes.
Mezi léty 1773–1866 na Kapverdách udeřily celkem tři hladomory, z nichž každý stál životy asi 40 % obyvatel.
Ve 20. století vzrostla vlna nacionalismu a aktivizovala se Africká strana nezávislosti Guineje Bissau a Kapverd (PAIGC), tyto události vedly v roce 1951 ke změně statusu z kolonie na zámořskou provincii. A po Karafiátové revoluci (1974) v Portugalsku se Kapverdám podařilo 5. července 1975 vyhlásit nezávislost. Prvním prezidentem samostatného státu se stal Aristides Pereira, který byl také nejvyšším představitelem Africké strany nezávislosti Guineje-Bissau a Kapverd. Plánovaná unie s Guineou-Bissau se po tamním státním převratu v listopadu 1980 nerealizovala, v lednu 1981 došlo ke změně názvu strany nezávislosti na Africkou stranu nezávislosti Kapverdských ostrovů. Po návštěvě papeže Jana Pavla II. na Kapverdách se katolická opozice osmělila požadovat demokratické změny a v únoru 1990 kapverdský režim ohlásil přechod k pluralismu a byl zaveden multipartijní systém. V prvních pluralitních volbách konaných v lednu 1991 zvítězilo Hnutí pro demokracii (MpD). Také prezidentský kandidát této strany António Mascarenhas Monteiro s převahou vyhrál. Strana i prezident měli převahu 2 volební období. Ve volbách v roce 2001 zvítězila po 10 letech Africká strana nezávislosti Kapverdských ostrovů se svým prezidentským kandidátem Pedro Piresem, který potvrdil svou výhru v dalších volbách v únoru 2006.

## Státní symboly

### Vlajka
Kapverdská vlajka je tvořena pěti vodorovnými pruhy — modrým, bílým, červeným, bílým a modrým — poměr jejich šířek je 6:1:1:1:3. Na vlajce je na pomyslné kružnici deset žlutých hvězd. Kružnice má poloměr 1/4 šířky vlajky a má střed uprostřed červeného pruhu, ve vzdálenosti 3/8 délky vlajky od žerdě. Všechny hvězdy směřují jedním cípem k hornímu okraji vlajky. Poměr stran vlajky není de iure stanoven, de facto je však 2:3.

### Znak
Kapverdský státní znak je tvořen bílým, kruhovým polem, rámovaným modrými mezikružími, jedním úzkým a jedním širším, které je v dolní části doplněno o tři modrá, vodorovná břevna. Uprostřed je modrý, rovnostranný trojúhelník s bílou pochodní s bílým plamenem. Okolo trojúhelníku je černý opis REPÚBLICA DE CABO VERDE (česky Kapverdská republika). V horní části kruhového pole je žlutá (ne zlatá) olovnice, pod ním jsou tři žluté články řetězu a zelené palmové snítky. Po stranách znaku jsou (po pěti) žluté, pěticípé hvězdy.

### Hymna
Kapverdská hymna je píseň Cântico da Liberdade (česky Píseň svobody). Text napsal Amílcar Spencer Lopes a hudbu složil Adalberto Higino Tavares Silva.

## Politika
Kapverdy jsou poloprezidentskou republikou. Hlavou státu je prezident volený v přímých a všeobecných volbách na pětileté funkční období. V současnosti je prezidentem José Maria Neves, který stojí v čele země od roku 2021. V čele vlády stojí premiér jmenovaný prezidentem, zpravidla to bývá předseda strany, která vyhraje parlamentní volby. Výkonnou moc má vláda, která je odpovědna Lidovému shromáždění. Jmenuje ji prezident na návrh premiéra. Zákonodárným orgánem je jednokomorové Národní shromáždění (72 poslanců), které vzejde ze všeobecných voleb na pětileté volební období. Nyní je v platnosti ústava z roku 1992, v roce 1995 byly provedeny změny posilující postavení prezidenta, který získal více pravomocí. Revize ústavy z roku 1999 vytvořila novou funkci ombudsmana.

### Nejvýznamnější politické strany a hnutí
- Africká strana za nezávislost Kapverd (PAICV)
- Demokratická aliance pro změnu (ADM)
- Demokratická křesťanská strana (PDC)
- Demokratická strana obnovy (PRD)
- Demokratická a nezávislá unie Kapverd (UCID)
- Hnutí za demokracii (MPD)
- Strana demokratické konvergence (PCD)

### Složení vlády
- Předseda vlády Ulisses Correia e Silva
- Ministr pro prezidentství, parlamentní záležitosti a sport Fernando Elísio Freire
- Ministr financí a veřejné správy Olavo Correia
- Ministryně spravedlnosti a práce Janine Lélisová
- Ministr kultury a tvůrčích odvětví Abraão Vicente
- Ministr zahraničních věcí a komunit a ministr obrany Luís Filipe Tavares
- Ministryně infrastruktury, územního plánování a výstavby Eunice Silvaová
- Ministr hospodářství a zaměstnanosti José Gonçalves
- Ministr vnitra Paulo Rocha
- Ministr zemědělství a životního prostředí Gilberto Silva
- Ministr zdravotnictví a sociální péče Arlindo do Rosário
- Ministryně školství, rodin a sociálního začlenění Maritza Rosabalová[3]

## Administrativní rozdělení
Od roku 2005 se území celého státu dělí na 22 administrativních jednotek zvaných concelhos:

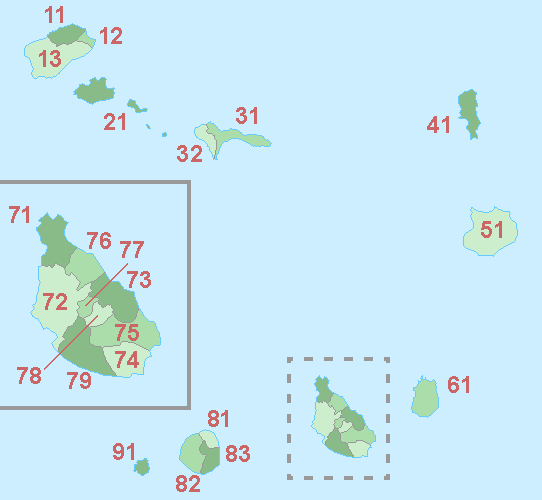
Samosprávné územní celky Kapverd

- Santiago
  - Tarrafal (1)
  - São Miguel (2)
  - São Salvador do Mundo (3)
  - Santa Cruz (4)
  - São Domingos (5)
  - Praia (6)
  - Ribeira Grande (7)
  - São Lourenço dos Órgãos (8)
  - Santa Catarina (9)
- Brava (10)
- Fogo
  - São Filipe (11)
  - Santa Catarina do Fogo (12)
  - Mosteiros (13)
- Maio (14)
- Boa Vista (15)
- Sal (16)
- São Nicolau
  - Ribeira Brava (17)
  - Tarrafal de São Nicolau (18)
- São Vicente (19)
- Santo Antão
  - Porto Novo (20)
  - Ribeira Grande (21)
  - Paúl (22)

## Geografie

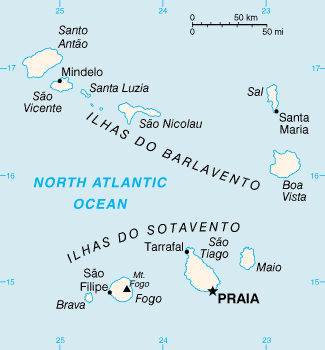
Mapa

Kapverdské ostrovy se nacházejí v jižní části severního Atlantiku, mezi 17°13‘ a 14°48‘ severní šířky a 22°22‘ a 25°22‘ západní délky, asi 570 km od v kontinentální Africe ležícího Zeleného mysu, který dal ostrovům jméno (v portugalštině Ilhas de Cabo Verde, Ostrovy Zeleného mysu).
Souostroví Kapverdy se skládá z 10 ostrovů a 5 menších ostrůvků na celkové ploše 4035,5 km². Seskupují do dvou celků podle pozice převládajících větrů:
- Barlavento (severní souostroví, Návětrné) – Santo Antão, São Vicente, Santa Luzia, São Nicolau, Sal, Boa Vista
- Sotavento (jižní souostroví, Závětrné) – Maio, Santiago (archaickým pravopisem São Thiago nebo São Tiago), Fogo, Brava

Jsou součástí Makaronésie, souboru sopečných souostroví táhnoucích se od Azorských ostrovů dále k jihu.
Všechny ostrovy Kapverd jsou vulkanické, ale pouze na ostrově Fogo je stále aktivní vulkán Pico do Fogo vysoký 2975 metrů. Je zároveň nejvyšším bodem souostroví. Poslední erupce byla v roce 2014. Ostatní vyhaslé vulkány s výškou přes 1200 metrů se nachází na ostrovech Santa Antão, São Nicolau a Fogo.
Vlivem suchého podnebí je na ostrovech rozsáhlá eroze půdy. Povrch ostrovů tvoří především kamenité pouště, provazce ztuhlé lávy, pyroklastická suť nebo tmavý prach. Nedostatek vegetace zapříčiňuje silnou větrnou erozi. Zalesňovací kampaň po vyhlášení nezávislosti byla neúspěšná, na některých plochách se uchytily jen suchomilné akácie. Na ostrově Santiago zůstal zachován původní mahagonový háj. Na ostrovech se nachází pouze 11 % obdělávatelné půdy a orné půdy pro intenzivní využívání jen asi 0,74 % z celkové rozlohy souostroví. Zemědělská půda je navíc ohrožována občasnými přívalovými dešti, které jsou příčinou jejího smývání.
Země má nedostatek vody. Roční bilance srážek mezi 100–300 mm nedovolí vytvořit skutečnou řeku nebo jezero. Větší čas jsou koryta řek (riberias) suchá.
Nepříznivé suché podnebí bylo nepřátelské k lidskému osídlení, jeho boom přišel až s evropskými zámořskými objevy, jelikož ostrovy se nachází na důležité lodní trase. Význam souostroví pro globální transport zůstal zachován i v jednadvacátém století a ještě se rozšířil o významný uzel leteckých linek.

## Podnebí

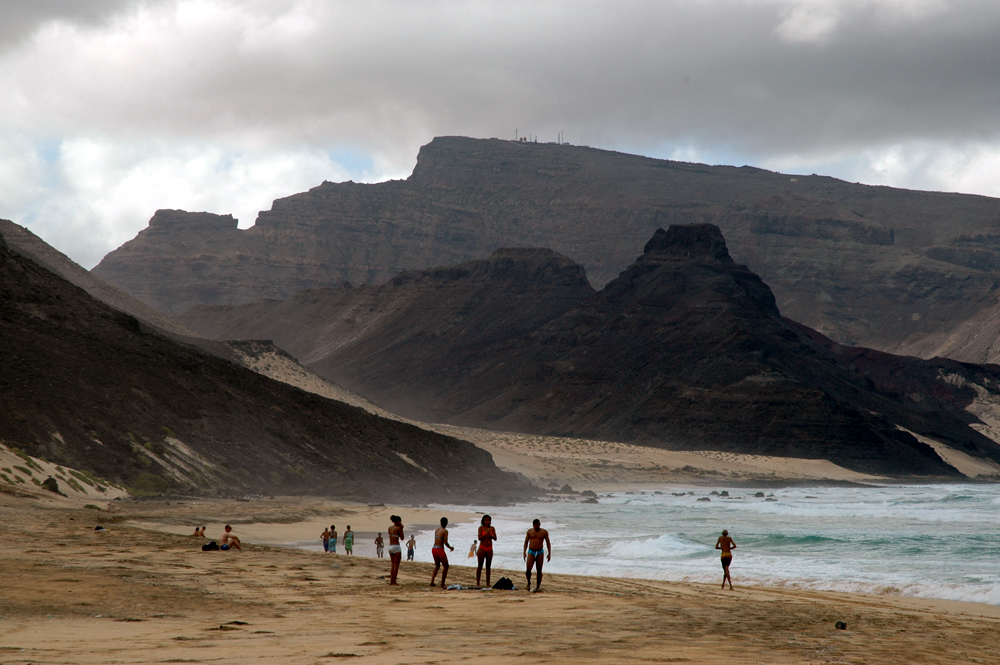
Pláž Praia Grande

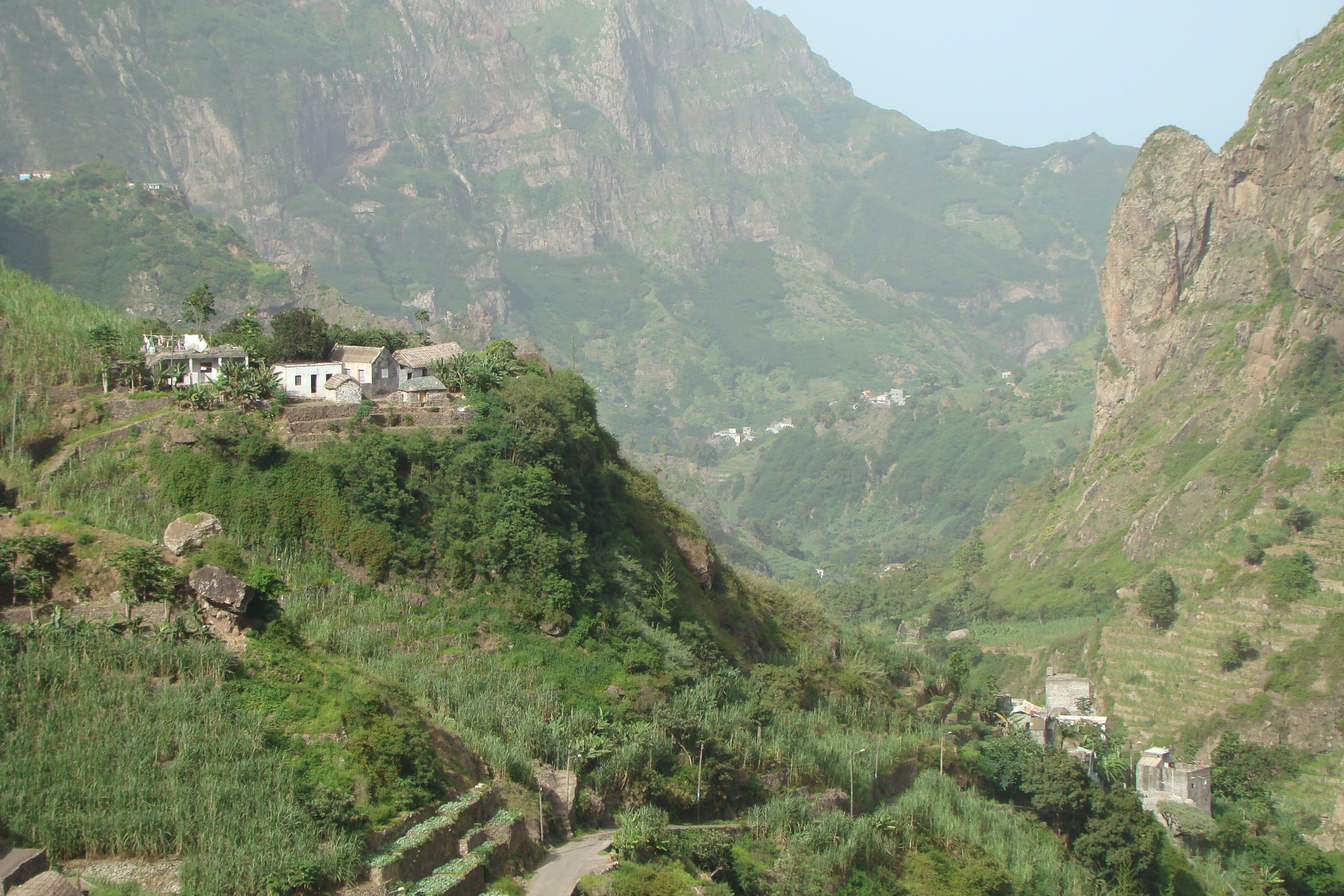
Ostrov Santo Antão

Klima je suché a horké; mezi prosincem a červnem je ovlivněno silným větrem, který sebou přináší písek ze Sahary a je místními nazýván harmattan. V červenci až listopadu převládá stabilní teplé a suché počasí, které je zřídka přerušeno přívalovým lijákem. Citelně se ochlazuje se stoupající nadmořskou výškou, průměrná výška ostrovů je 800 metrů.
| Doba     | Teplota vzduchu | Srážky  |
| -------- | --------------- | ------- |
| Leden    | 24 °C           | 5,3 mm  |
| Únor     | 24 °C           | 3,8 mm  |
| Březen   | 25 °C           | 1,3 mm  |
| Duben    | 25 °C           | 0,0 mm  |
| Květen   | 25 °C           | 0,0 mm  |
| Červen   | 26 °C           | 0,0 mm  |
| Červenec | 27 °C           | 0,8 mm  |
| Srpen    | 29 °C           | 14,1 mm |
| Září     | 29 °C           | 33,6 mm |
| Říjen    | 29 °C           | 6,5 mm  |
| Listopad | 27 °C           | 2,5 mm  |
| Prosinec | 25 °C           | 1,6 mm  |

## Ekonomika

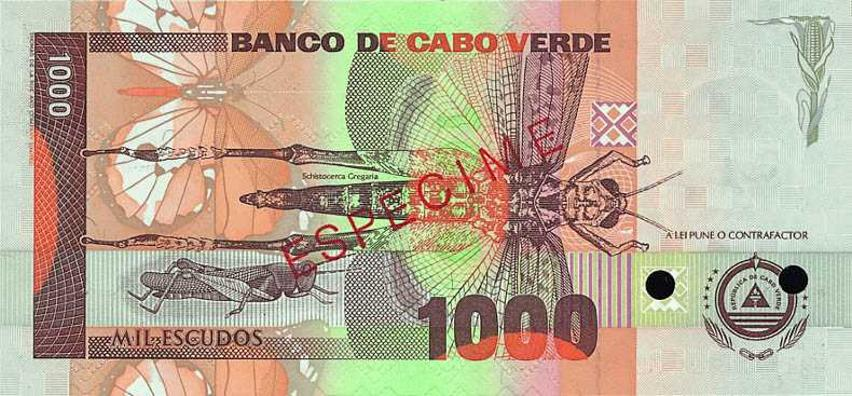
Bankovka 1000 escudos vydaná v roce 1992

Hlavním odvětvím je zemědělství. Pro vlastní potřeby pěstují kukuřici, brambory, maniok, hrách a pro export kokosy, cukrovou třtinu, banány a datle. K zemědělství je využíváno pouze 16 % půdy.
Ze 10 kapverdských ostrovů má sedm letiště, přičemž čtyři z nich mezinárodní (Sal, Boa Vista, Sao Vicente a Praia, hlavní město). Mezi ostrovy fungují pravidelné letecké i trajektové spoje. Letištní doprava zaznamenala před rokem 2019 stálý růst s 2 669 757 pasažéry, přičemž po poklesu během pandemie se v roce 2023 obnovila na 2 510 393 pasažérů. Ostrovy Sal a Boa Vista přitom zajišťují přibližně 70 % mezinárodních příletů.
Kapverdy se díky stabilnímu ekonomickému prostředí, rostoucímu cestovnímu ruchu a výhodným daňovým podmínkám stávají atraktivní destinací pro zahraniční investory. Podle údajů Česko-kapverdské obchodní komory vlastnili čeští investoři v roce 2022 na Kapverdských ostrovech nejméně 100 apartmánů a investovali do místních nemovitostí více než 1,6 milionu eur. K rostoucímu zájmu přispívá program Zelené karty, který při investici od 80 000 € (respektive 120 000 € v některých oblastech) umožňuje získání trvalého pobytu pro investory i jejich rodiny. Tento status poskytuje daňové úlevy, lepší přístup k finančním službám, zdravotní péči a vzdělání.
Velkou roli hraje také rybolov, ale kvůli slabému technickému vybavení domorodců končí většina ryb v sítích zahraničních rybářů. S rybolovem má souvislost i ryby zpracující průmysl. Loví se hlavně tuňáci a kromě ryb se zpracovávají langusty a humři. K exportu jsou dále určeny textilie a polotovary pro produkci obuvi a kožedělný průmysl. 90 % potravin se dováží, což se odráží i v jejich ceně. Dále k importu patří stroje, lodě a elektronika. Hlavními obchodními partnery jsou USA, Portugalsko, Španělsko a Velká Británie.
Díky zahraniční pomoci a příspěvkům obyvatel žijících v zahraničí mají velký deficit obchodní bilance. Ostrovy jsou chudé na přírodní zdroje. Ve větší míře se těží jen vápenec, čedič, kaolin, tyto suroviny jsou používané ve stavebnictví v menší míře na export. Dalším exportním artiklem je sůl, která se získává z mořské vody. Na tvorbě HDP se 70 % podílí sektor služeb. 
Stále větší podíl na HDP má cestovní ruch. V prosinci 2024 se Kapverdy zařadily mezi nejrychleji rostoucí turistické destinace, když zaznamenaly nárůst objemu obchodů o 44,6 % a průměrné zvýšení cen o 8 %. Staly se tak třetí nejúspěšnější destinací po Egyptě a Tunisku podle Barometru Orchestra pro francouzský L’Echo touristique. Turistický sektor je dosud převážně orientován na model plážových dovolených, především na ostrovech Sal a Boa Vista, které v roce 2023 tvořily přibližně 50 % hotelových přenocování.
Kapverdské ostrovy jsou považovány za rozvojovou zemi. Stát zaujímá jedno z prvních míst v obdržené zahraniční pomoci v přepočtu na jednoho obyvatele. Této podpoře se těší díky svému demokratickému uspořádání a dodržování lidských práv a svobod. Hlavním sociálním, ekonomickým i politickým problémem je dnes nezaměstnanost.
Kurz kapverdské měny (escuda) je pevně zakotven vůči euru: 1 euro = 110 escudo. Hotovost lze vyzvednout v již celkem běžných bankomatech.

## Demografie

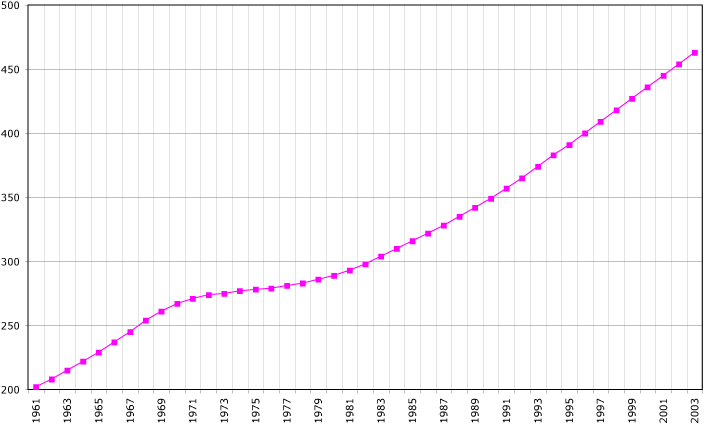
Demografický vývoj Kapverd; počet obyvatel v tisících (data z FAO k roku 2005).

Než Kapverdské ostrovy objevili Portugalci, bylo území neobydlené. Dnešní obyvatelé jsou potomky otroků (Balantové, Pepelové, Bidžagové, černoši z Konga[nepřesný odkaz], Ndonga atd.) a portugalských, janovských a nizozemských kolonizátorů, sefardských Židů. ¾ obyvatel jsou mulati, zbytek černoši a jen nepatrná část běloši. 95 % obyvatel se hlásí ke křesťanství, především k římskokatolické církvi.
Podle sčítání lidu provedeného v roce 2000 tvořily ženy 51,9 % a muži 48,1 % obyvatelstva. Hlavní ostrov Santiago a samotná metropole Praia jsou přelidněné, zatímco Santo Antão a São Nicolau se vylidňují.
V Nové Anglii v USA žije asi stejný počet Kapverďanů jako ve vlasti, mnoho dalších se jich usadilo v Brazílii, Portugalsku a dalších zemích Evropy. Imigranty tvoří obyvatelé Guineje–Bissau utíkající před válkou, před chudobou, občané Senegalu, Nigerijci. V každém větším městě lze potkat čínské obchodníky. Italové, Němci a Rusové se pouštějí do rozvoje cestovního ruchu.

### Věková struktura

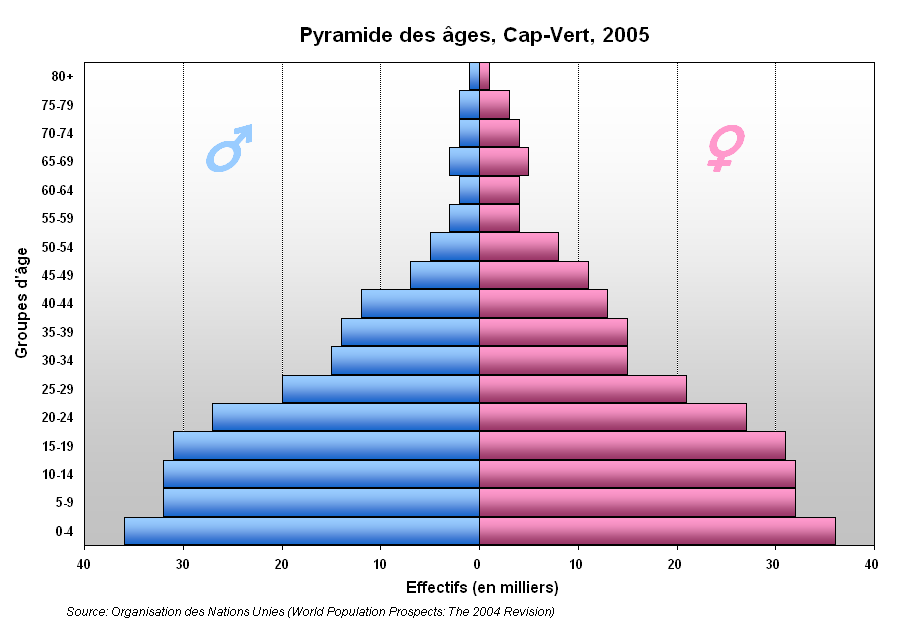
Populační pyramida, 2005

- - 0–14 let: 36,9 %
  - 15–64 let: 56,4 %
  - 65 a více let: 6,7 %
- Průměrný věk 19,8 let
- Průměrná délka života 70,73
- Počet dětí na 1 ženu 3,38
- Gramotnost 76,6 %

## Kultura

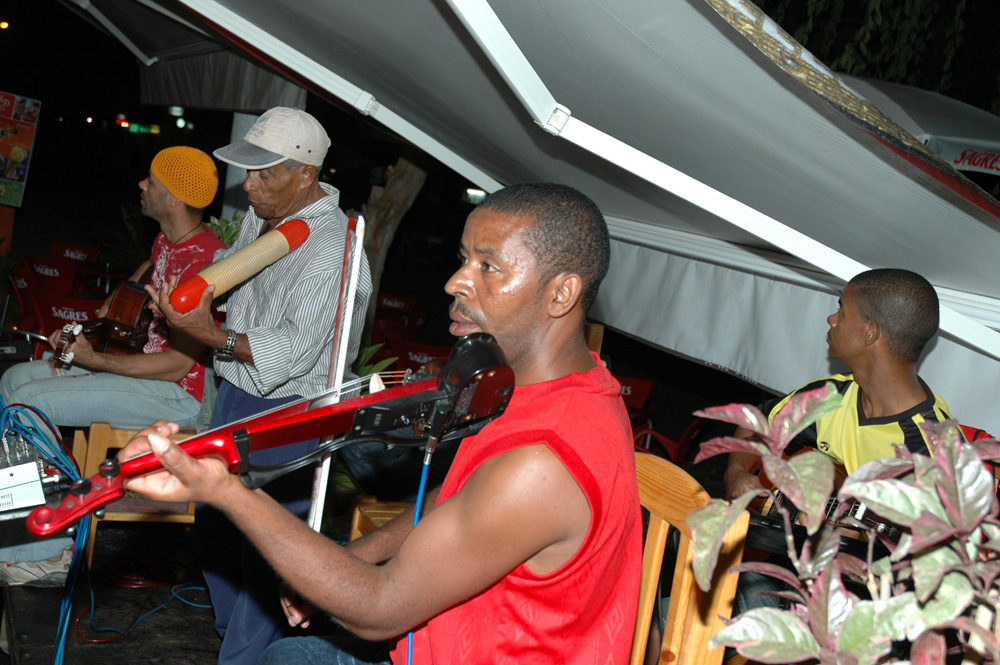
Skupina hrající mornu

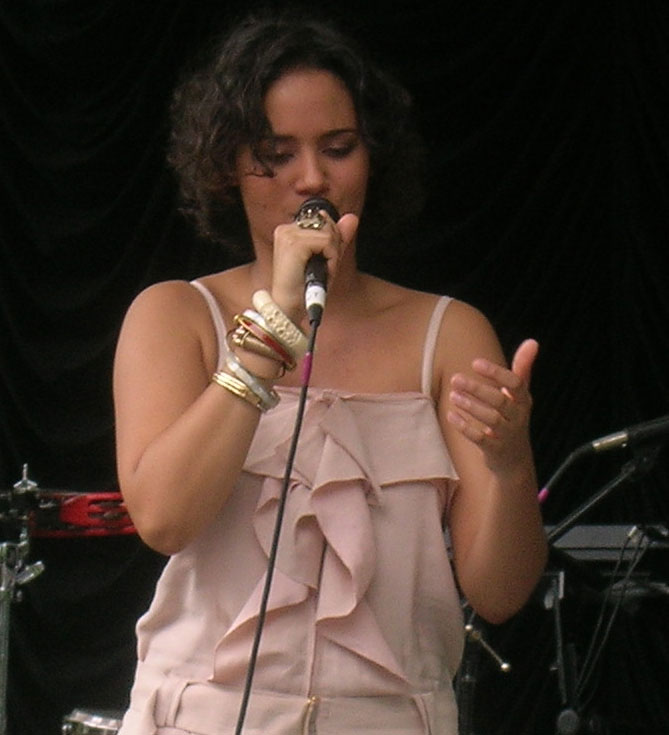
Zpěvačka z Kapverd Mayra Andrade

Kapverdská kultura je směsí evropských a afrických kořenů. Její literatura je jedna z bohatších v lusofónní Africe. Nejvíce známým hudebním žánrem je folklórní styl morna, zpívá se kapverdskou kreolštinou a je doprovázen klarinetem, houslemi, kytarou a cavaquinho (nástroj původně z Portugalska, malá kytara). Nejznámější interpretkou tohoto hudebního stylu byla Cesária Évora.

## Jazyk
Úředním jazykem na Kapverdských ostrovech je portugalština, avšak většina obyvatel se dorozumívá kreolštinou, základem jí byla portugalština. Jazyk se šíří v ústním podání, jeho standardizovaná spisovná podoba neexistuje. Byla nicméně vytvořena jednotná abeceda pro všechny dialekty zvaná ALUPEC. Na jednotlivých ostrovech se na tvoření dialektu podílely jiné jazyky – na Sao Vincente francouzština, na Boa Vista italština, na Brava angličtina. Existuje dokonce i projekt na překlad Bible do praiského dialektu kreolštiny. Dosud bylo přeloženo několik knih Nového zákona.
Manuel Veiga, bývalý ministr kultury, se snažil, aby se kreolština stala úředním jazykem. Mladší generace obyvatel znají francouzštinu, která se povinně vyučuje ve školách.

## Název
V říjnu 2013 vznesli kapverdští zástupci na půdě Organizace spojených národů požadavek, aby se používal v oficiálním styku výhradně portugalský název Cabo Verde, bez překladu do jednotlivých jazyků.